# (S)-koklaurin-N-metiltransferaza
(S)-koklaurin--metiltransferaza (EC 2.1.1.140, (S)-coclaurine--methyltransferase) je enzim sa sistematskim imenom S-adenozil--metionin:(S)-koklaurin--metiltransferaza. Ovaj enzim katalizuje sledeću hemijsku reakciju
-adenozil--metionin + (S)-koklaurin Рашчлањивање није успело (SVG (MathML се може укључити преко плугина за прегледач): Invalid response ("Math extension cannot connect to Restbase.") from server "http://localhost:6011/sr.wikipedia.org/v1/":): {\displaystyle \rightleftharpoons}
 -adenozil-L-homocistein + (S)-N-metilkoklaurin
Ovaj enzim je specifičan za (S)-izomer koklaurina. Norkoklaurin takođe može da deluje kao akceptor.

## Literatura
- Nicholas C. Price; Lewis Stevens (1999). Fundamentals of Enzymology: The Cell and Molecular Biology of Catalytic Proteins (Third изд.). USA: Oxford University Press. ISBN 019850229X.
- Eric J. Toone (2006). Advances in Enzymology and Related Areas of Molecular Biology, Protein Evolution (Volume 75 изд.). Wiley-Interscience. ISBN 0471205036.
- Branden C; Tooze J. Introduction to Protein Structure. New York, NY: Garland Publishing. ISBN 0-8153-2305-0.
- Irwin H. Segel. Enzyme Kinetics: Behavior and Analysis of Rapid Equilibrium and Steady-State Enzyme Systems (Book 44 изд.). Wiley Classics Library. ISBN 0471303097.
- William P. Jencks (1987). Catalysis in Chemistry and Enzymology. Dover Publications. ISBN 0486654605.

## Spoljašnje veze
- (S)-coclaurine-N-methyltransferase на 